# گوردانا پرکوچین
گوردانا پرکوچین (انگلیسی: Gordana Perkučin؛ زادهٔ ۱۹۶۲) یک بازیکن تنیس روی میز اهل یوگسلاوی است. 
وی در مسابقات کشوری و بین‌المللی در مجموع برنده ۱ مدال طلا، ۵ مدال نقره، ۲ مدال برنز شده‌است.